# Céline Cousteau
Céline Cousteau (ur. 1972) – francuska podróżniczka, badaczka mórz i filmowiec (producentka filmów dokumentalnych, reżyser i scenarzystka). Jest córką badacza oceanów Jeana-Michela Cousteau i wnuczką światowej sławy podróżnika, filmowca, pisarza i badacza oceanów Jacques'a-Yves'a Cousteau.

## Życiorys
Costeau jest założycielką i dyrektorką wykonawczą CauseCentric Productions – organizacji non-profit, której celem jest pomaganie innym organizacjom przekazywania ich przesłania poprzez film. Pracowała jako producent pozastudyjny (polowy), prezenterka relacji podróżniczych oraz fotograf, świadcząc pracę na rzecz producentów filmów dokumentalnych. Zaangażowana była w powstanie wielu dokumentów poświęconych głównie przyrodzie oraz związanych z tematyką ochrony środowiska, m.in.:  Jean-Michel Cousteau: Ocean Adventures (PBS), Mind of a Demon (CBS) oraz Mysteries of the Shark Coast (Discovery Channel). Była także współprowadzącą 12-odcinkowego serialu dokumentalnego Oceano: Chile Frente al Mar, wyprodukowanego przez NuevoEspacio Producciones – chilijskie przedsiębiorstwo zajmujące się produkcją filmową.
W 2011, w 100-lecie urodzin swojego dziadka Jacques'a-Yves'a Cousteau, założyła „Ocean Inspiration” – platformę mającą na celu uczczenie jego dokonań oraz pracę na rzecz oceanów we wszystkich formach aktywności, poczynając od nauki i sztuki, skończywszy na tańcu i produkcji filmów.